# كلية دي لاسال الفرير (الأردن)
دي لاسال الفرير هي كلية تعليمية أكاديمية تقع في عمان - الأردن، وتعبر واحدة من أعرق المؤسسات التعليمية في الأردن. ومن أكبر مدارس الأردن حجما ومساحتها 30000 م².
تأسست كلية دي لاسال الفرير في عام 1950، وهي أكبر مدرسة في العالم من حيث تفرعها وانتشارها حيث لها 148 فرعا عالميا في شتى الدول العربية والأوروبية والأمريكية.
وتحظى هذه الكلية بتاريخ عريق جدا حيث تخرج منها العديد من كبار الدولة و الوزراء الأردنيين وتخرج منها أيضا رئيس الوزراء الأردني السابق فيصل عاكف الفايز إضافة إلى العديد من الوزراء والنواب.